# Benjamin Delacourt
Benjamin Delacourt (Croix, 10 settembre 1985) è un calciatore francese, difensore del Bondues.

## Caratteristiche tecniche
È un difensore centrale.

## Carriera
Ha esordito in Pro League il 27 luglio 2014 disputando con il Mouscron-Péruwelz l'incontro perso 3-1 contro l'Anderlecht.